# دهستان کلیشاد
دهستان کلیشاد، یکی از دهستان‌های بخش اژیه شهرستان هرند در استان اصفهان ایران است.
.

## جمعیت
براساس سرشماری عمومی نفوس و مسکن در سال ۱۳۹۵، جمعیت دهستان کلیشاد برابر با ۳٬۹۵۴ نفر بوده است.